# Markku Ounaskari

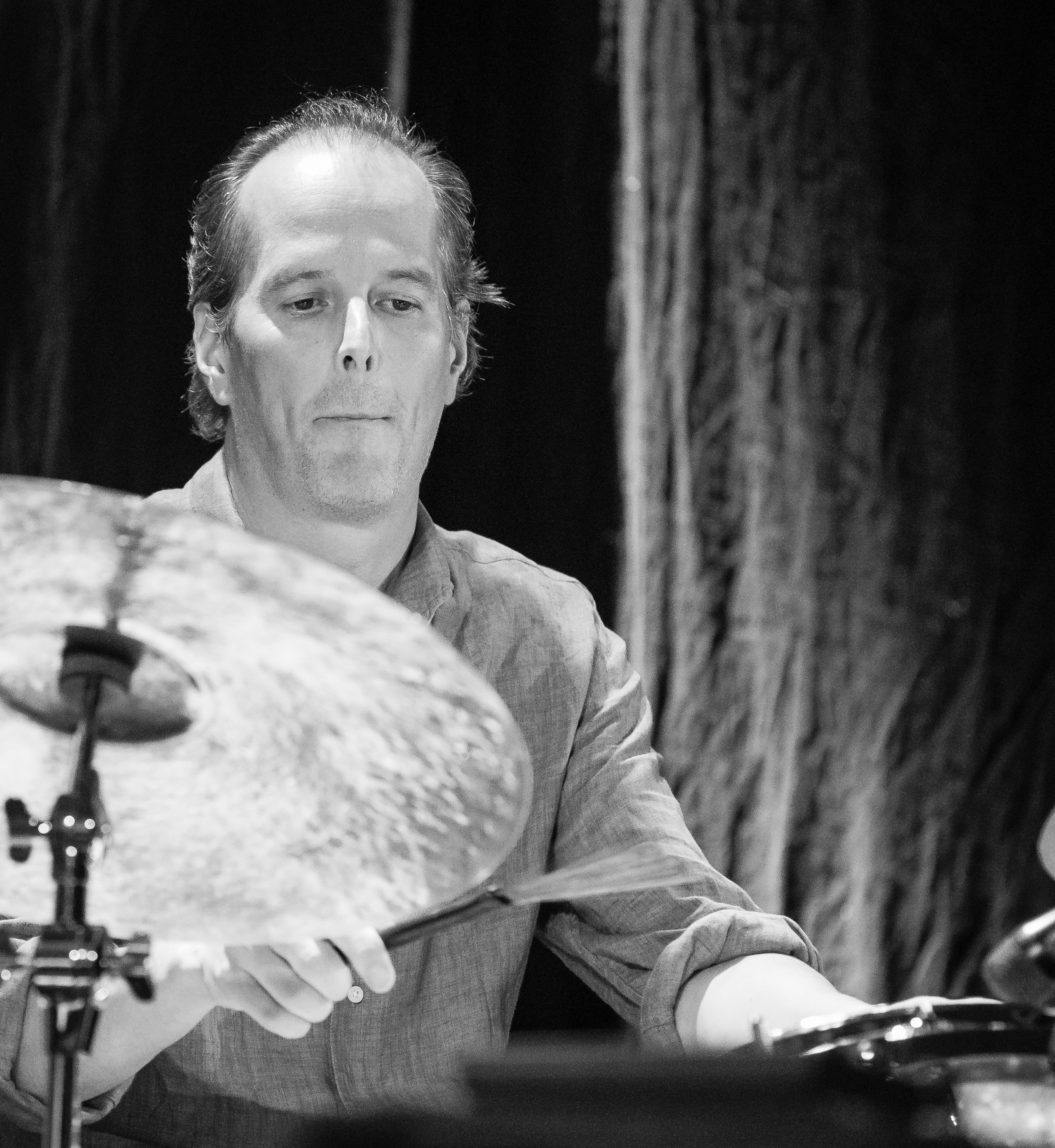

Markku Ounaskari (27 september 1967) is een Finse drummer op het gebied van allerlei genres binnen de jazz. Hij studeerde aan de Sibeliusacademie in Helsinki.
Hij speelde in ensembles met Anders Jormin, Kenny Wheeler, Lee Konitz, Juhani Aaltonen, Tomasz Stańko, Markus Stockhausen en Marc Ducret. Daarnaast speelde hij in de plaatselijk bekend zijnde  Breadmachine en vormde met Iro Haarla en Ulf Krokfors een kwintet. Zijn loopbaan startte midden jaren ‘80 als drummer bij Pekka Pohjola en Piirpauke. Albums waarop hij meespeelde zijn voornamelijk verschenen op Finse platenlabels, in 2010 was er een wereldwijde release op het ECM Records-label. 
Ounaskari is sinds 2000 getrouwd met Cinta Hermo Martin, een zangeres.

## Discografie (selectief)
- 1988: Piirpauke: Algazara
- 1998: Breadmachine: Eternal friendschip
- 1999: Jukka Gustavson: Moments
- 2000: Kari Heinilä: Tribus
- 2002: Eric Vloeimans: Brutto Gusto
- 2003: Esa Pietilä Trio: Direct
- 2007: Esa Pietilä Trio: Travel of Fulica atra
- 2007: Sinikka Langeland: Starflowers
- 2010: Kuára

- Bibsys: 8012251
- Bibliothèque nationale de France: cb16279555m (data)
- Gemeinsame Normdatei: 135492629
- International Standard Name Identifier: 0000 0001 0864 233X
- Library of Congress Control Number: no2001091421
- MusicBrainz: 348b7805-9a0b-404d-bca7-387a2c24590f
- Nationale Bibliotheek van Israël: 987007350000505171
- Système universitaire de documentation: 158365216
- Virtual International Authority File: 4587481
- WorldCat: E39PBJcBXyHvvyTBvBBBWYYHG3